# 厄伽陀沙律
厄伽陀沙律（1556年—1620年），即訕佩三世（สรรเพชญ์ที่ ๓），暹羅阿瑜陀耶王國國王，1605年至1620年在位。
厄伽陀沙律是暹羅王納黎萱的同胞弟弟，早年曾同納黎萱一起被送往緬甸當人質，後於1571年同納黎萱一起獲釋歸國。1584年，納黎萱舉起反抗緬甸的大旗，厄伽陀沙律是其兄長的重要助手，在1584年至1593年期間同兄長一道作戰。納黎萱於1593年繼位的時候封他為副王。二人的地位是平等的，正如後世的蒙固與賓告之間的關係一樣。同年緬甸副王敏基·蘇瓦領兵入侵暹羅，他追隨納黎萱率兵抵抗，最終贏得暹羅的獨立。
1605年納黎萱去世後，厄伽陀沙律繼承王位。在位期間，暹羅大致保持和平。這個時期暹羅大量招募外國雇傭軍，日本人山田長政就是在這個時期開始受雇的。1612年，英國人首次到訪暹羅。
| 前任： 納黎萱 | 暹羅國王 | 继任： 西紹瓦帕 |